# Fußball in Ghana

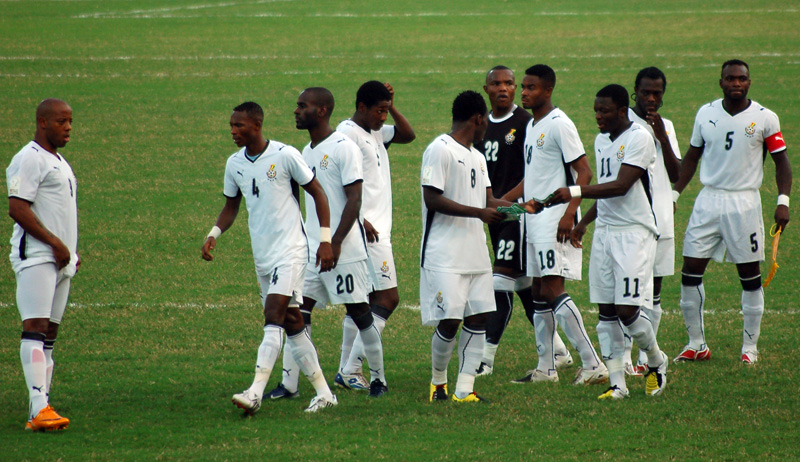
Die Black Stars beim Afrikacup 2008

Fußball ist die wohl populärste Sportart Ghanas und kann auf eine mehr als hundertjährige Tradition zurückblicken. Die Ghanaische Fußballnationalmannschaft der Männer (Black Stars) ist mehrfach Afrikameister geworden, hat bei der Fußball-Weltmeisterschaft 2006 das Achtel- und bei der Fußball-Weltmeisterschaft 2010 das Viertelfinale erreicht. Bei der Junioren-Fußballweltmeisterschaft ist das ghanaische Team aktuell Weltmeister. Die Ghanaische Fußballnationalmannschaft der Frauen (Black Queens) gehört ebenfalls zu den erfolgreichsten nationalen Fußballmannschaften Afrikas. Drei Mal hat sie bereits die Vorrunde der Fußball-Weltmeisterschaft der Frauen erreicht und bei drei Afrikameisterschaften wurde sie Zweite. Höchste Spielklasse des Landes ist die Ghana Premier League. Die ghanaischen Fußballvereine waren in der Ghana Football Association organisiert, die nach Korruptionsvorwürfen auf Anordnung der Regierung im Juni 2018 aufgelöst wurde. Beim Ghanaian FA Cup spielen die Liga-Vereine des Landes seit 1958 nach dem Knock-Out-System gegeneinander.

## Geschichte des Fußballs in Ghana

### Die Anfänge in der Kolonialzeit
Wie in anderen afrikanischen Ländern auch kam das spätere Ghana über Europäer, die in den Handelsstädten der ghanaischen Küste lebten oder Station machten im 19. Jahrhundert erstmals mit dem Fußball in Berührung. Er breitete sich dann parallel zur territorialen Ausdehnung der britischen Kolonialherrschaft in der Kronkolonie Goldküste aus. Da bis Ende des 19. Jahrhunderts nur der äußerste Süden des Landes direkt als Kronkolonie von den Briten beherrscht wurde, erreichte die Fußballwelle die Mitte und den Norden des Landes deutlich später und die ersten Vereine entstanden in den großen Küstenstädten: die Invincibles in Accra waren der erste Verein, 1910 gegründeten sich die Hearts of Oaks am selben Ort, die Cape Coast Venomous Vipers und die Cape Coast Mysterious Dwards in Cape Coast und Sekondi Hasaacas und Eleven Wise FC in der großen Hafenstadt Sekondi folgten. Die Hearts of Oaks existieren im Gegensatz zu den Invincibles noch heute und stellen damit den ältesten und einen der beiden wichtigsten Vereine des Landes.
Ab 1935 erst wurden auch im inzwischen der britischen Herrschaft vollständig unterworfenen Gebiet der Aschanti und dort in Kumasi, der Hauptstadt des ehemaligen Aschanti-Königreichs erste Vereine gegründet: Asante Kotoko, bis heute der große Gegenspieler der Hearts of Oaks, und Kumasi Corner Stones.
1952 verfügte die Kolonialregierung per Erlass die Gründung des Gold Coast Amateur Sports Council, dem sämtliche Amateurvereine der Kolonie unterstellt waren.

### Unabhängiges Ghana

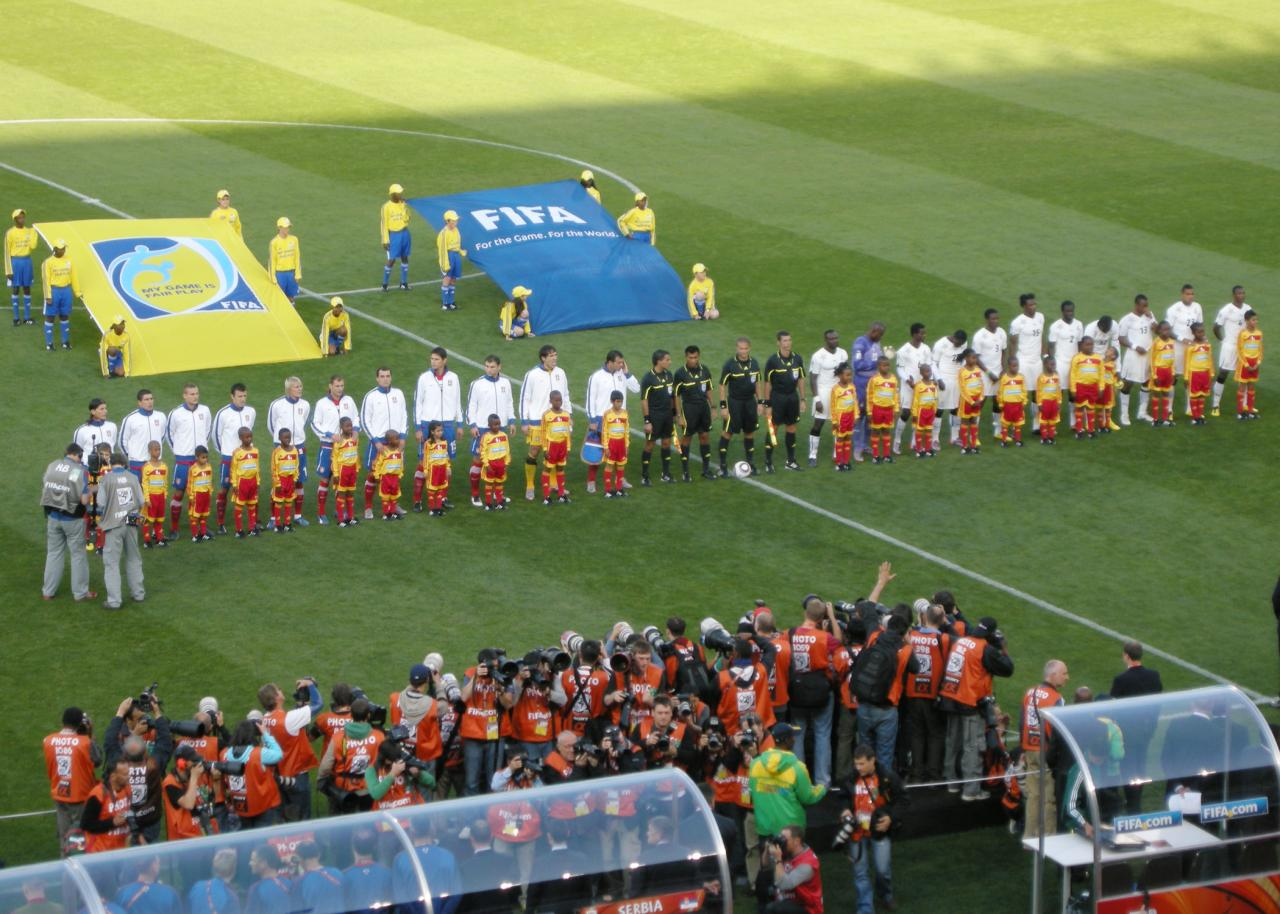
Die Black Stars bei ihrem bisher größten Erfolg: Fußballweltmeisterschaft 2010

Das 1957 unabhängige Ghana warf die koloniale Bezeichnung auch im Fußball ab und gründete die Ghana Football Association, die 1958 dem gesamtafrikanischen Fußballverband Confédération Africaine de Football und der FIFA beitrat. Kwame Nkrumah, der erste Präsident des Landes, war eine der Leitfiguren des Panafrikanismus und sah im Fußball auch eine Möglichkeit, die Kulturen Afrikas im Spiel zusammenzuführen. Leider hat dies innerhalb des Landes Ghana nicht gut funktioniert. Die Rivalität zwischen den beiden großen Fußballvereinen Ghanas, Asante Kotoku und den Hearts of Oaks ist auch eine gelegentlich blutig ausgetragene Rivalität der großen Ethnien der Aschanti Kumasis und der Andangme bzw. der Ga, die die Bevölkerungsmehrheit Accras bilden.
2001 kam es zum sogenannten Accra Sports Stadium Disaster, als es nach einem Spiel zwischen den beiden Vereinen zu Gewalttätigkeiten kam, die 126 Menschenleben forderten.
Ghanas Regierung ordnete im Juni 2018 mit sofortiger Wirkung die Auflösung der Ghana Football Association an, nachdem ein Dokumentarfilm Korruptionsvorwürfe gegen den Verbandspräsident Kwesi Nyantakyi und weitere Funktionäre sowie gegen mehrere ghanaische Schiedsrichter öffentlich gemacht hatte.